# William von Seckendorff-Gudent
William August Heinrich Georg Freiherr von Seckendorff-Gudent (* 29. Mai 1858 in Gera; † 1936 in Potsdam) war ein sächsischer Generalmajor.

## Leben

### Herkunft
William von Seckendorff-Gudent entstammte dem fränkischen Adelsgeschlecht von Seckendorff. Er war ein Sohn des preußischen Majors Richard Freiherr von Seckendorff-Gutend (1810–1887) und dessen Ehefrau Thekla von Beulwitz (1831–1906), wobei er durch seinen Vater ein Enkel des Schriftstellers Gustav von Seckendorff war. Er hatte noch einen Bruder.

### Karriere
William von Seckendorff-Gudent wurde am 24. Mai 1878 zum Fähnrich im 8. Infanterie-Regiment „Prinz Johann Georg“ Nr. 107 ernannt. Er avancierte am 13. Oktober 1879 zum Leutnant und durchlief in seinem Regiment in den nächsten Jahren eine typische militärische Laufbahn, wobei er 1883 zum Bataillonsadjutanten ernannt wurde und am 1. April 1887 zum Oberleutnant und Regimentsadjutanten aufstieg. Nach weiteren Jahren in dieser Position erfolgte am 24. Januar 1892 seine Beförderung zum Hauptmann und Kompaniechef, wobei er 1893 á la suite seines Regiments gestellt und als Kompaniechef zum Kadettenkorps abkommandiert wurde. Nach mehrjähriger Tätigkeit kehrte er 1898 in den Truppendienst zurück und wurde als Kompaniechef dem Grenadier-Regiment „Kaiser Wilhelm, König von Preußen“ (2. Königlich Sächsisches) Nr. 101 zugeteilt. In dieser Position wurde er am 23. März 1901 zum Major und Bataillonskommandeur im Regiment ernannt. Nach anschließender Beförderung zum Oberstleutnant am 22. September 1906 wurde er am 24. Oktober desselben Jahres dem Regiment aggregiert und in das Kriegsministerium abkommandiert. In dieser Position wurde er am 1. April 1907 á la suite der Armee gestellt und als militärisches Mitglied in das Reichsmilitärgericht berufen, wobei er in dieser Position am 23. März 1910 zum Oberst aufstieg. Unter Genehmigung seines Abschiedsgesuches wurde er am 10. September 1911 zur Disposition gestellt.
Nach Ausbruch des Ersten Weltkrieges wurde er kurzweilig als Kreischef in Belgien beschäftigt, in dieser Position im August 1915 mit dem Charakter eines Generalmajors ausgezeichnet und nachfolgend erneut zur Disposition gestellt. Er war Träger zahlreicher Auszeichnungen.

### Familie
Er war seit 1865 mit Margarete Renate Antonie Fleischauer verheiratet.